# トラフィッカー
『トラフィッカー』は、光永康則による日本の漫画。『月刊サンデーGENE-X』（小学館）にて連載された。

## あらすじ
バイク便をテーマにした作品。バイク便会社の「チューチュー急便」は高額の報酬と引き換えに、バイクに積める物ならどんな物でも、指定された時間内に必ず届ける。依頼を完遂するためには交通法規を無視する場合もあり、警察に追いかけられることもある。そのため、裏社会では有名であった。その「チューチュー急便」のライダーである高校生、神輿修太の活躍を描く。

## 登場人物
神輿修太
「チューチュー急便」のライダー。千秋楽高校の3年生。愛称は「シュータ」。バイクを心から愛し、天才的なバイクテクニックと無謀と紙一重の勇気で、客からの無理難題にもめげず、時間内に荷物を届けようと奮戦する。
潮見坂綾乃
「チューチュー急便」の社長の美女。「チューチュー急便」のバイクは、赤いドゥカティ・996SPS。荷台にはネズミのマークが付いている。
関口佑菜
小学5年生。誘拐されたところをシュータに助けられ、シュータと親しくなり、「チューチュー急便」に出入りするようになる。
沢松なずな
シュータの同級生。シュータに魅かれ、「チューチュー急便」のライダーになりたいと、社長の潮見坂綾乃に頼む。愛車はカワサキ・750SS。

## 書籍情報
光永康則『トラフィッカー』全3巻＜サンデーGXコミックス＞小学館
1. 2001年9月19日発売 ISBN 978-4091570918
2. 2002年3月19日発売 ISBN 978-4091570925
3. 2002年9月19日発売 ISBN 978-4091570932